# Muhammad Mahdi Akif
Muhammad Mahdi Akif (ur. 1928 w Kafr Iwad as-Sinisie, zm. 22 września 2017 w Kairze) – Najwyższy Przewodnik Braci Muzułmańskich w Egipcie w latach 2004–2010.

## Życiorys
Pochodził z zamożnej rodziny z regionu Mansury. W dzieciństwie razem z rodziną przeprowadził się do Kairu. Z Braćmi Muzułmańskimi zetknął się po raz pierwszy jako nastolatek. W stolicy Egiptu ukończył studia w Wyższym Instytucie Wychowania Fizycznego w maju 1950, po czym podjął pracę w charakterze nauczyciela wychowania fizycznego. O wyborze studiów przez niego zdecydował kierujący Bractwem Muzułmańskim Hasan al-Banna, który pragnął, by zwolennicy Bractwa byli obecni w każdym środowisku (sam Akif zamierzał kształcić się na inżyniera). W 1951 podjął studia prawnicze. Był członkiem Sekcji Specjalnej Bractwa.
W czasie wojny sueskiej walczył w ochotniczych jednostkach sformowanych przez islamistów w ramach struktur Gwardii Narodowej dowodzonej przez Kamal ad-Dina Husajna. W momencie delegalizacji Bractwa w 1954 był kierownikiem jego sekcji studenckiej i kierownikiem wydziału organizacji odpowiedzialnego za kształcenie fizyczne jego członków. W sierpniu 1954 został aresztowany i skazany na śmierć, jednak jego wyrok zamieniono na dożywotnie więzienie. Dwadzieścia lat później odzyskał wolność na mocy amnestii ogłoszonej przez prezydenta Anwara as-Sadata. Wyjechał do Ar-Rijadu i działał w Światowym Zgromadzeniu Młodzieży Islamskiej, organizując jej obozy; w latach 1980–1986 był dyrektorem centrum muzułmańskiego w Monachium. W 1987 wszedł do najwyższego organu kierowniczego Braci Muzułmańskich w Egipcie - Biura Przewodnictwa.
W 1987 uzyskał elekcję do parlamentu egipskiego w okręgu południowego Kairu w ramach koalicji Blok Islamistyczny. W 1996 został skazany na trzy lata więzienia przez sąd wojskowy w tzw. aferze Salsabila.
W 2004 został Najwyższym Przewodnikiem Braci Muzułmańskich w Egipcie i pozostawał na urzędzie przez jedną sześcioletnią kadencję.
W 2013, po obaleniu przez wojsko pod dowództwem gen. Abd al-Fattaha as-Sisiego wywodzącego się z Bractwa prezydenta Muhammada Mursiego został aresztowany. Zmarł cztery lata później nie odzyskawszy wolności.

## Życie prywatne
Miał dziesięcioro rodzeństwa. Był żonaty i miał dzieci z siostrą Mahmuda Izzata, również działacza Bractwa.